# Resolució 1668 del Consell de Seguretat de les Nacions Unides
La Resolució 1668 del Consell de Seguretat de les Nacions Unides, adoptada per unanimitat el 10 d'abril de 2006 després de recordar la Resolució 1581 (2005) el Consell va allargar el mandat del jutge Joaquín Martín Canivell al Tribunal Penal Internacional per a l'antiga Iugoslàvia (TPIAI) més enllà del seu mandat per permetre que completés un cas.
El secretari general de les Nacions Unides, Kofi Annan, havia demanat al Consell que prorrogués el termini de Canivell perquè pogués completar el cas Krajišnik, tot i que el seu servei al TPIAI havia superat els tres anys.